# عبد القادر أبو هروس
عبد القادر أبو هروس أو عبد القادر علي محمد أبو هروس (9 مايو 1930 - 29 ديسمبر 1989)، صحفي وقاص ليبي، ترأس تحرير صحيفة «الرائد» التي تأسست في العاصمة الليبية طرابلس سنة 1956، وتعتبر مجموعته القصصية «نفوس حائرة» الصادرة سنة 1957 أول مجموعة قصصية ليبية مطبوعة.

## المسيرة المهنية
ولد عبد القادر أبو هروس بطرابلس سنة 1930، وبها تلقى تعليمه الأول، ونال شهادة التعليم العام، ثم مارس العمل في مجال التدريس، ثم عمل بالإذاعة رئيسًا للقسم الأدبي. نشر نتاجه في أغلب الصحف والمجلات المحلية، مثل «طرابلس الغرب» و«هنا طرابلس الغرب»، ورأس تحرير صحيفة «الرائد» اليومية، وتولى وظيفة مستشار صحفي للمؤسسة العامة للنفط.

## قيل عنه
- يوسف القويري (أديب ليبي): «كُنا نعرفُ جميعاً أنَّ عبد القادر أبو هروس قد ألَّفَ مجموعة قصص قصيرة احتواها كتاب عنوانه «نفوس حائرة» وكان بعضنا فقط يعرف أنَّ عبد القادر أبو هروس كان مقيماً في الولايات المتحدة الأمريكية وأنَّه عاد إلى وطنه في العهد الملكي قبل اكتشاف البترول. وبعد ذلك نَشَرَتْ جريدة «طرابلس الغرب» اليومية التابعة للدولة تفاصيلاً عن إقامة عبد القادر أبو هروس في أمريكا وعودته إلى وطنه. وكان نَشْرُ تلك التفاصيل الهامَّة في فترة رئاسة تحرير الأستاذ محمد فخر الدين لتلك الجريدة اليومية. والواقع أنَّ التأثُّر بالمدرسة المهجرية الأدبية الشهيرة في أمريكا واضح تماماً من عنوان كتاب «نفوس حائرة» ومحتوياته. ومعلوم أنَّ من أعلام تلك المدرسة المهجرية في أمريكا الأديب اللبناني جبران خليل جبران والشاعر المصري أحمد زكي أبو شادي الذي هاجر إليها في أربعينات القرن العشرين».[7]
- أحمد إبراهيم الفقية (روائي ليبي): «عرفت القصة الليبية بداياتها في مجتمع الواحات أين ساد الاتجاه الرومنسي العاطفي الذي يكشف عن النفوس الحائرة في ظل نسبة الأمية المرتفعة وقتها وهي 90 بالمائة ومعاناة الشباب من الكبت الاجتماعي. ومن التجارب البارزة في التجربة الرومنسية «عزيز وعزيزة» لعبد القادر أبو هروس حيث استعاض عن واقع الحرمان والبؤس بالهروب إلى الأحلام والعيش على الطبيعة بتشكيل قصة حب والتعايش مع الغزلان والشراب من الينابيع. أما في قصة «نجلاء الهاربة إلى دمشق» فهي تصور عائلة مهاجرة، وذلك لتجاوز الواقع البائس عبر الحب المبكر والتوق إلى الجنس الآخر».[8]

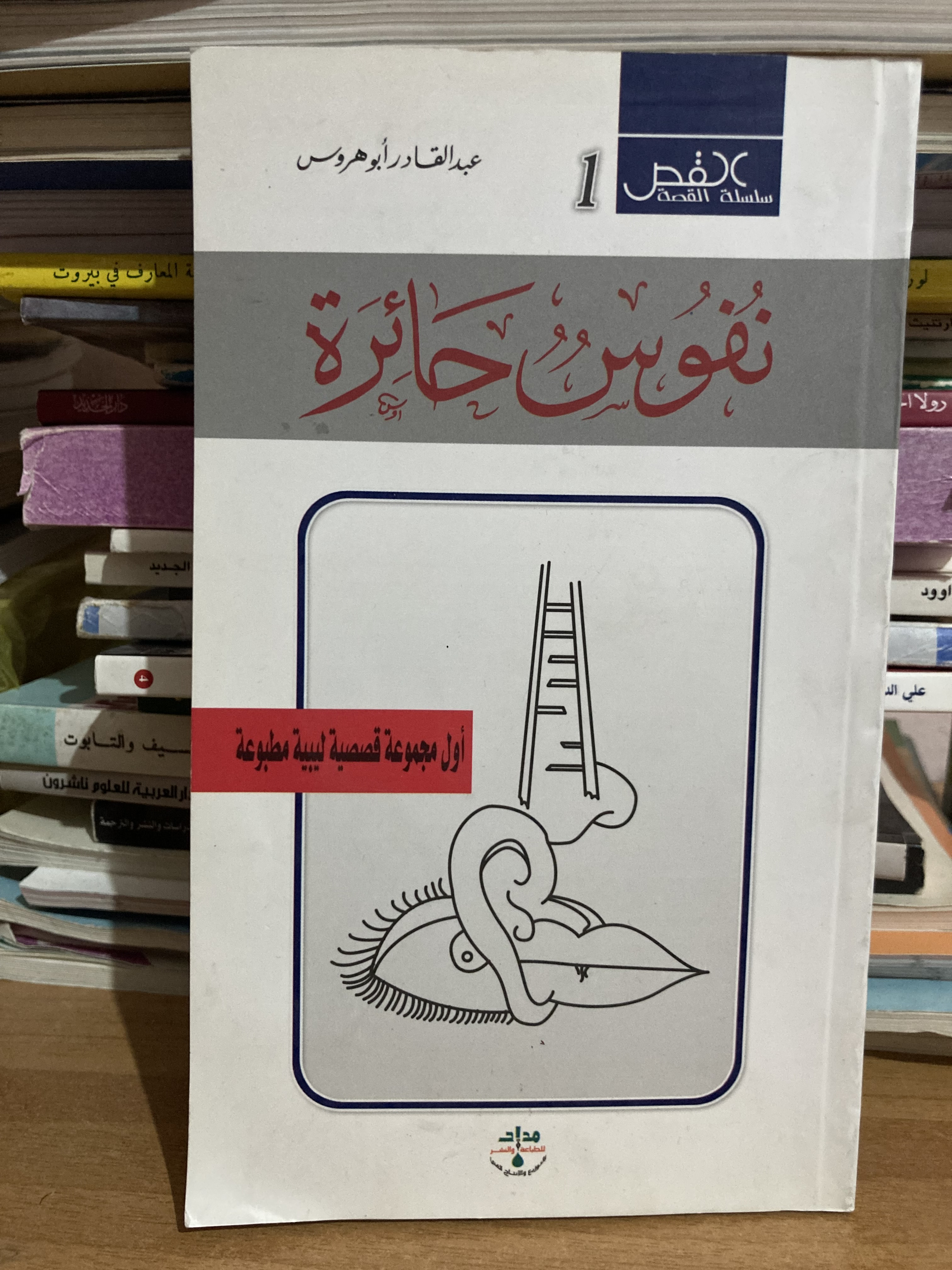
غلاف الطبعة الثانية من المجموعة القصصية «نفوس حائرة» للقاص عبد القادر أبو هروس من تصميم محمد شرف الدين (دار مداد للطباعة والنشر والتوزيع والانتاج الفني، طرابلس، 2010)

## المؤلفات
- نفوس حائرة، دار الفرجاني للنشر والتوزيع، طرابلس، 1957

## المخطوطات
- سجينة الجدارن
- ظلال على وجه ملاك
- قصص الآنسة سميرة
- شموع على الطريق المظلم